# الوقاية من الاضطرابات العقلية
الوقاية من الاضطرابات العقلية هي تدابير تحاول تقليل فرص حدوث اضطراب عقلي. ذكر تقرير لمنظمة الصحة العالمية لعام 2004 أن «الوقاية من هذه الاضطرابات هي واحدة من أكثر الطرق فعالية لتخفيف عبء المرض». تشير إرشادات الجمعية الأوروبية للطب النفسي لعام 2011 بشأن الوقاية من الاضطرابات العقلية إلى حد كبير دليل على أنه يمكن الوقاية من حالات نفسية مختلفة من خلال تنفيذ تدخلات فعالة قائمة على الأدلة. وجد تقرير صادر عن وزارة الصحة في المملكة المتحدة عام 2011 لتعزيز الصحة العقلية والوقاية من الأمراض العقلية أن«العديد من التدخلات ذات قيمة جيدة للغاية مقابل المال منخفضة التكلفة وغالبا ما تصبح ذاتية التمويل مع مرور الوقت وتوفر النفقات العامة». في عام 2016، أعاد المعهد الوطني للصحة العقلية التأكيد علي الوقاية باعتبارها مجالًا ذا أولوية بحثية.

## الأساليب

### الأبوة والأمومة
قد تؤثر الأبوة على الصحة العقلية للطفل،  وتشير الدلائل إلى أن مساعدة الآباء على أن يكونوا أكثر فعالية مع أطفالهم يمكن أن تلبي احتياجات الصحة العقلية.
لقد تم رفع تقييم قدرة الأبوة والأمومة في حماية الطفل وسياقات أخرى. يمكن أن يؤدي تأخير الحمل المحتمل في سن مبكرة إلى تحسين عوامل الخطر السببي للصحة العقلية مثل تحسين مهارات الأبوة والأمومة والمزيد من استقرار الأسرة،  وقد استخدمت طرق مختلفة لتشجيع مثل هذا التغيير في السلوك. تم استخدام وسائل منع الحمل الإجبارية للوقاية من المرض العقلي في المستقبل.

### العلاج السلوكي المعرفي الوقائي
قلل استخدام العلاج السلوكي المعرفي مع الأشخاص المعرضين للخطر بشكل كبير من عدد من اضطرابات القلق وأعراض القلق الأخرى، وكذلك أعطى تحسينات كبيرة في أسلوب التفسير واليأس والمواقف المختلة وظيفيا. في عام 2014، أوصى المعهد الوطني البريطاني للتميز في الرعاية الصحية بالعلاج السلوكي الوقائي للأشخاص المعرضين لخطر الذهان. اعتبارا من عام 2018، دعا بعض مقدمي الخدمات الصحية إلى استخدام العلاج السلوكي المعرفي لمنع تفاقم الأمراض العقلية.

### تركيز كامل للذهن
وجد أن دورة الذهن لمدة 8 أسابيع المقدمة للطلاب خفض عدد الذين يحتاجون في وقت لاحق علاج للأمراض العقلية بنسبة 60 ٪، على الرغم من أن الدراسة لم تكن كبيرة الحجم وعلقت أن التأثير يمكن أن يكون بسبب «آثار غير محددة»، لأن المجموعة الضابطة لم تتلق أي اهتمام على الإطلاق بدلاً من التدخل البديل.

### التدخلات القائمة على الإنترنت والهاتف المحمول
وجدت مراجعة أن عددًا من الدراسات أظهرت أن التدخلات القائمة على الإنترنت والهواتف المحمولة يمكن أن تكون فعالة في الوقاية من الاضطرابات النفسية.

## أمراض محددة

### الاكتئاب
بالنسبة لاضطرابات الاكتئاب، عندما شارك الأشخاص في التدخلات، أظهرت بعض الدراسات أن عدد الحالات الجديدة انخفض بنسبة 22 ٪ إلى 38 ٪. وشملت هذه التدخلات العلاج المعرفي السلوكي. مثل هذه التدخلات توفر التكاليف أيضًا.

### القلق
بالنسبة لاضطرابات القلق:
- قلل استخدام العلاج السلوكي المعرفي مع الأشخاص المعرضين للخطر بشكل كبير من عدد من اضطرابات القلق وأعراض القلق الأخرى، وكذلك أعطى تحسينات كبيرة في أسلوب التفسير واليأس والمواقف المختلة وظيفيا.[20][21] التدخلات الأخرى (الحد من تثبيط الوالدين والنمذجة الوالدية وحل المشكلات ومهارات الاتصال) أنتجت أيضًا فوائد كبيرة.[20][20][21] وجد أن الأشخاص الذين يعانون من اضطراب الهلع تحت المستوي المرضي يستفادون من استخدام العلاج المعرفي السلوكي.[34]
- بالنسبة لكبار السن، حقق تدخل الرعاية المركزة (الانتظار اليقظ والعلاج المعرفي السلوكي والدواء إذا كان ذلك مناسبًا) معدل انخفاض بنسبة 50 ٪ من حالات الاكتئاب والقلق في مجموعة من المرضى تبلغ أعمارهم 75 عامًا أو أكبر.[35]
- بالنسبة للشباب، فقد وجد أن تدريس العلاج المعرفي السلوكي في المدارس يقلل من القلق لدى هم، [36] ووجدت مراجعة أن معظم برامج الوقاية الشاملة والانتقائية والمشار إليها فعالة في الحد من أعراض القلق لدى الأطفال والمراهقين.[37]
- بالنسبة للطلاب الجامعيين، فقد تبين أن التركيز الكامل للذهن يقلل من القلق اللاحق.[38]

### الذهان
بالنسبة لأولئك المعرضين لخطر كبير، هناك أدلة مبدئية على أن حالات الذهان قد تقل مع استخدام العلاج المعرفي السلوكي أو أنواع أخرى من العلاج. في عام 2014، أوصى المعهد الوطني البريطاني للرعاية الصحية (NICE) بالعلاج السلوكي الوقائي للأشخاص المعرضين لخطر الذهان.
هناك أيضًا أدلة مبدئية على أن العلاج قد يساعد المصابين بأعراض مبكرة. لا ينصح باستخدام الأدوية المضادة للذهان للوقاية من الذهان.
بالنسبة لمرض انفصام الشخصية، أظهرت إحدى دراسات العلاج الوقائي السلوكي الوقائي تأثيرًا إيجابيًا  وأظهرت دراسة أخرى تأثيرًا محايدًا.

## تاريخ

### تاريخ استراتيجيات الوقاية من الأمراض العقلية
- في عام 2018 ركزت لجنة سياسة الصحة العقلية بجامعة برمنجهام على الوقاية.[44][45][46][47]
- في عام 2018 نشر 11 باحثًا أوروبيًا مراجعة للوقاية من الأمراض العقلية قائلين «تشير الدلائل المتزايدة إلى أن التدخلات الوقائية في الطب النفسي المجدية والآمنة والفعالة من حيث التكلفة يمكن أن تترجم إلى تركيز أوسع على الوقاية في مجالنا». وأنه «يجب سد الفجوات بين المعرفة والممارسة».[48]
- في عام 2018 أعلنت ماساتشوستس عن إستراتيجية للصحة العقلية تشمل العديد من عناصر الوقاية. بدأ الملخص التنفيذي بـ«تعزيز الصحة السلوكية والوقاية من الاضطرابات النفسية».[49]
- في عام 2017 مولت الحكومة الأسترالية مركزًا جديدًا للتميز البحثي في الوقاية من القلق والاكتئاب.[50]
- تدعو إدارة خدمات إساءة استعمال المواد المخدرة والصحة العقلية الأمريكية إلى إطار للوقاية في 5 خطوات.[51]
- في عام 2016:
- تضمنت فرقة العمل المعنية بالصحة العقلية التابعة لـ "NHS" في المملكة المتحدة «الوقاية من الصحة العقلية» في أولوياتها الثلاث، مع التركيز على الأطفال والشباب وأهمية العمل.[52]
- نشرت مؤسسة الصحة العقلية غير الحكومية في المملكة المتحدة مراجعة لمناهج الوقاية.[53]
- أصدرت المنظمة غير الحكومية في المملكة المتحدة توصيات بشأن الصحة العقلية العامة لمزيد من الوقاية.[54]
- في عام 2015:
- نشر معهد هانتر للصحة العقلية في أستراليا إطاره الاستراتيجي «الوقاية أولاً».[54]
- نشرت مؤسسة الصحة العقلية غير الحكومية في المملكة المتحدة مراجعة لأبحاث الوقاية، مما مهد الطريق لاستراتيجيات الوقاية.[55]
- تضمنت المجلة الرسمية للجمعية العالمية للطب النفسي دراسة استقصائية عن الصحة العقلية العامة خلصت إلى أن «الأدلة العلمية حول التدخلات لحماية الصحة العقلية العامة مقنعة، وقد حان الوقت الآن للانتقال من المعرفة إلى العمل».[56]
- في عام 2014 اختارت رئيسة الأطباء في المملكة المتحدة- البروفيسور دام سالي ديفيس- الصحة العقلية لتقريرها السنوي الرئيسي، وشملت الوقاية من الأمراض العقلية بشدة في هذا.[57]
- في عام 2013 أنتجت كلية الصحة العامة- وهي الهيئة المهنية في المملكة المتحدة لأخصائيي الصحة العامة- مصدر عن «تحسين الصحة العقلية للجميع»، والذي يهدف إلى «تعزيز الصحة العقلية والوقاية الأولية من الأمراض العقلية».[58]
- في عام 2012 نشرت المنظمة غير الحكومية للصحة العقلية في المملكة المتحدة ميند، «البقاء على ما يرام؛ دعم الأشخاص الذين من المحتمل أن يصابوا بمشاكل الصحة العقلية للبقاء على ما يرام». كهدف أول لها للفترة 2012–16.[59]
- تضمنت إستراتيجية الصحة العقلية لعام 2011 في مانيتوبا (كندا) نوايا لـ (1) تقليل عوامل الخطر المرتبطة بالصحة العقلية و (2) زيادة تعزيز الصحة العقلية لكل من البالغين والأطفال.[60]
- تضمنت إستراتيجية الولايات المتحدة للوقاية الوطنية لعام 2011 الرفاه العقلي والعاطفي، مع توصيات تشمل (1) تحسين الأبوة والأمومة (2) التدخل المبكر.[61]
- تضمنت خطة أستراليا للصحة العقلية للفترة 2009-14 «الوقاية والتدخل المبكر» كأولوية ثانية.[62]
- قدم «ميثاق الصحة العقلية» للاتحاد الأوروبي لعام 2008 توصيات للشباب والتعليم بما في ذلك (1) تعزيز مهارات الأبوة والأمومة، (2) دمج التعلم الاجتماعي-العاطفي في مناهج التعليم والأنشطة اللامنهجية، (3) التدخل المبكر في جميع أنحاء النظام التعليمي.[63]
- شمل عام 2006 الكندي «خارج الظلال أخيرًا» قسمًا عن الوقاية.[64]

### تاريخ برامج الوقاية من الأمراض العقلية
تاريخيا كانت الوقاية جزءًا صغيرًا جدًا من إنفاق أنظمة الصحة العقلية. على سبيل المثال، لم يتضمن تحليل وزارة الصحة البريطانية لعام 2009 لنفقات الوقاية أي إنفاق واضح على الصحة العقلية. الوضع هو نفسه في البحث.
- في عام 2017، شملت إستراتيجية اسكتلندا للصحة العقلية الوقاية بما في ذلك التركيز على تحسين مهارات الأبوة والأمومة.[67]
- في عام 2016، دعا معهد سياسة التعليم في المملكة المتحدة إلى الوقاية من خلال زيادة محو الأمية في مجال الصحة العقلية، وتحسين رعاية الأبوة وتحسين مرونة الأطفال ومهارات العالم الرقمي.[68][69]
- في عام 2013، بدأت مؤسسة الصحة العقلية غير الحكومية في المملكة المتحدة وشركائها استخدام إرشادات التفاعل عبر الفيديو في التدخل في السنوات الأولى للحد من الأمراض العقلية الحياتية اللاحقة.[70][71]
- في عام 2013 في أستراليا، دعم المجلس القومي للبحوث الصحية والطبية مجموعة من استراتيجيات الأبوة والأمومة لمنع المراهقين من القلق أو الاكتئاب.[72][73]
- في عام 2010 تم إطلاق قاعدة بيانات"DataPrev" بالاتحاد الأوروبي. ينص على أن «البداية الصحية أمر بالغ الأهمية للصحة العقلية والرفاهية طوال الحياة، مع اعتبار الأبوة العامل الأكثر أهمية»، وتوصي بمجموعة من التدخلات.[74][75][76][77]
- في الهند، تضمن البرنامج الوطني للصحة العقلية لعام 1982 الوقاية، [78] ولكن التنفيذ كان بطيئًا، لا سيما عناصر الوقاية[78][79][80]
- من المعروف بالفعل أن برامج الزيارة المنزلية للحوامل وأولياء أمور الأطفال الصغار يمكن أن تحدث تأثيرات قابلة للتكرار على الصحة العامة للأطفال وتطورهم في مجموعة متنوعة من البيئات المجتمعية.[81] وبالمثل أثبتت الفوائد الإيجابية من التعليم الاجتماعي والعاطفي جيدًا.[82] أظهرت الأبحاث أن تقييم المخاطر والتدخلات السلوكية في عيادات طب الأطفال قللت من نتائج سوء المعاملة والإهمال للأطفال الصغار.[83] كما أدت الزيارات المنزلية في الطفولة المبكرة إلى تقليل الإساءة والإهمال، لكن النتائج كانت غير متسقة.[84]

## مشاكل في التنفيذ
يمكن لبرامج الوقاية أن تواجه مشكلات في (1) الملكية، لأن النظم الصحية تستهدف عادة المعاناة الحالية، و (2) التمويل، لأن فوائد البرنامج تأتي على فترات زمنية أطول من الدورة السياسية والإدارية العادية. يبدو أن تجميع تعاون الهيئات المعنية نموذج فعال لتحقيق الالتزام والتمويل المستدامين.

## طالع أيضًا
- اضطراب عقلي
- المرض العقلي
- عقل (فلسفة)